# Mitropa Rally Cup
La Mitropa Rally Cup è un evento rallystico internazionale, istituito nel 1965, e viene considerato il "Campionato europeo rally per piloti non professionisti".
La serie è organizzata dalla federazione automobilistica tedesca (DMSB). La serie è stata dominata da piloti tedeschi e italiani. Il pilota di maggior successo nella storia della serie è il tedesco Hermann Gassner Sr. che ha vinto sette volte tra il 2001 e il 2022, il pilota italiano più vittorioso è il friulano Claudio De Cecco che ha vinto 3 volte nel 1996, 2004 e 2005.
Nel 1979 viene istituita la Mitropa Rally Nations Cup, la classifica viene calcolata sommando i punti dei primi 3 concorrenti di ogni nazione.

## Vincitori[1]
| Anno | Pilota                 | Navigatore            | Auto                                                              | Nations Cup     |
| ---- | ---------------------- | --------------------- | ----------------------------------------------------------------- | --------------- |
| 1965 | Romberg                | Ferner                | Austin Cooper                                                     | -               |
| 1966 | Arnaldo Cavallari      | Dante Salvay          | Alfa Romeo GTA                                                    | -               |
| 1967 | Gerhard Tusch          | Gerd Sommerhuber      | Renault 8 Gordini                                                 | -               |
| 1968 | Wilfried Gass          | Jürgen Säckl          | Porsche 911 T                                                     | -               |
| 1969 | Günther Wallrabenstein | Jürgen Säckl          | BMW 2002 ti                                                       | -               |
| 1970 | Wilfried Gass          | Jürgen Säckl          | Porsche 911 S                                                     | -               |
| 1971 | Sandro Munari          | Mario Mannucci        | Lancia Fulvia 1.6 Coupé HF                                        | -               |
| 1972 | Raffaele Pinto         | Luigi Macaluso        | Fiat 124 Spider                                                   | -               |
| 1973 | Horst Rack             | Helmut Köhler         | Porsche 911 S                                                     | -               |
| 1974 | Horst Rack             | Helmut Köhler         | Porsche 911 Carrera RS                                            | -               |
| 1975 | Vanni Tacchini         | Gian Antonio Simoni   | Fiat 124 Abarth                                                   | -               |
| 1976 | Franz Wittmann Sr.     | Traude Schatzl        | Opel Kadett GT/E BMW 2002 ti                                      | -               |
| 1977 | Franz Wittmann Sr.     | Traude Schatzl        | Opel Kadett GT/E                                                  | -               |
| 1978 | Vanni Fusaro           | Mirko Perissutti      | Fiat 131 Abarth                                                   | -               |
| 1979 | "Lucky"                | Fabrizia Pons         | Fiat 131 Abarth                                                   | Austria         |
| 1980 | Fritz Unterbuchberger  | Peter Zeilberger      | Opel Ascona                                                       | Germania        |
| 1981 | Mario Aldo Pasetti     | Ranieri Siega         | Fiat 131 Abarth                                                   | Germania        |
| 1982 | Franco Corradin        | Paolo Zami            | Fiat 131 Abarth                                                   | Germania        |
| 1983 | Franco Ceccato         | Roberto Falcon        | Fiat 131 Abarth                                                   | Germania        |
| 1984 | Matthias Moosleitner   |                       | Opel Manta 400                                                    | Repubblica Ceca |
| 1985 | Matthias Moosleitner   |                       | Opel Manta 400                                                    | Germania        |
| 1986 | Armin Schwarz          | Hans-Joachim Hösch    | Audi 80 Quattro MG Metro 6R4                                      | Germania        |
| 1987 | Jiří Sedlář            | Josef Častulik        | Škoda 130 LR                                                      | Germania        |
| 1988 | Andreas Wetzelsperger  | Karl-Heinz Bauer      | BMW E30 M3                                                        | Germania        |
| 1989 | Matthias Moosleitner   |                       | BMW E30 M3                                                        | Germania        |
| 1990 | Matthias Moosleitner   |                       | BMW E30 M3                                                        | Germania        |
| 1991 | Matthias Moosleitner   |                       | BMW E30 M3                                                        | Germania        |
| 1992 | Wolfgang Weber         |                       | BMW E30 M3                                                        | Germania        |
| 1993 | Markus Kipple          | Katharina Schreck     | Nissan Sunny GTI-R                                                | Austria         |
| 1994 | Gianmarino Zenere      | Daniele Cianci        | Ford Escort RS Cosworth                                           | Italia          |
| 1995 | Wolfgang Weber         |                       | Ford Escort RS Cosworth                                           | Italia          |
| 1996 | Claudio De Cecco       | Alberto Barigelli     | Subaru Impreza                                                    | Italia          |
| 1997 | Lothar Ammelounx       |                       | Ford Escort RS Cosworth                                           | Germania        |
| 1998 | Anton Werner           | Winklofer             | Mitsubishi Lancer Evo VI                                          | Germania        |
| 1999 | Ezio Soppa             | Mauro Grassi          | Lancia Delta HF Integrale                                         | Germania        |
| 2000 | Matthias Moosleitner   | Helmut Entress        | Mitsubishi Lancer Evo VI                                          | Germania        |
| 2001 | Hermann Gassner Sr.    | Karin Thannhäuser     | Proton Pert Mitsubishi Carisma GT                                 | Italia          |
| 2002 | Pier Lorenzo Zanchi    | Dario D'Esposito      | Toyota Corolla WRC Lancia Delta HF Integrale                      | Italia          |
| 2003 | Ruben Zeltner          | Zeltner               | Mitsubishi Lancer Evo VI Mitsubishi Lancer Evo VII                | Germania        |
| 2004 | Claudio De Cecco       | Jean Campeis          | Peugeot 206 WRC Subaru Impreza STi N10                            | Austria         |
| 2005 | Claudio De Cecco       | Jean Campeis          | Subaru Impreza STi N10 Peugeot 206 WRC Mitsubishi Lancer Evo VIII | Italia          |
| 2006 | Jiří Tošovský          | Michal Sláma          | Mitsubishi Lancer Evo VII Mitsubishi Lancer Evo VIII              | Italia          |
| 2007 | Hermann Gassner Sr.    | Karin Thannhäuser     | Mitsubishi Lancer Evo IX                                          | Germania        |
| 2008 | Hermann Gassner Sr.    | Karin Thannhäuser     | Mitsubishi Lancer Evo IX Mitsubishi Lancer Evo X                  | Germania        |
| 2009 | Hermann Gassner Jr.    | Katharina Wüstenhagen | Mitsubishi Lancer Evo X Mitsubishi Lancer Evo IX                  | Germania        |
| 2010 | Hermann Gassner Sr.    | Karin Thannhäuser     | Mitsubishi Lancer Evo X Mitsubishi Lancer Evo IX                  | Repubblica Ceca |
| 2011 | Asja Zupanc            | Blanka Kacin          | Mitsubishi Lancer Evo IX                                          | Italia          |
| 2012 | Bernd Zanon            | Florian Zelger        | Renault Clio S1600                                                | Slovenia        |
| 2013 | Hermann Gassner Sr.    | Karin Thannhäuser     | Mitsubishi Lancer Evo X                                           | Germania        |
| 2014 | Manuel Kössler         | Benedikt Hofmann      | Subaru Impreza                                                    | Germania        |
| 2015 | Hermann Gassner Sr.    | Karin Thannhäuser     | Mitsubishi Lancer Evo X                                           | Slovenia        |
| 2016 | Krisztián Hideg        | Balázs Kerek          | Mitsubishi Lancer Evo IX                                          | Germania        |
| 2017 | Krisztián Hideg        | Balázs Kerek          | Mitsubishi Lancer Evo IX Ford Fiesta R5 Škoda Fabia R5            | Germania        |
| 2018 | Gergely Fogasy         | Dávid Berendi         | Peugeot 208 T16                                                   | Germania        |
| 2019 | Hermann Gassner Jr.    |                       | Toyota GT86 Hyundai i20 R5                                        | Germania        |
| 2020 | Annullata              |                       |                                                                   |                 |
| 2021 | Lukas Dunner           |                       | Škoda Fabia                                                       | Germania        |
| 2022 | Hermann Gassner Sr.    | Karin Thannhäuser     | Mitsubishi Lancer Evo X                                           | Germania        |
| 2023 | András Hadik           | Pia Šumer             | Ford Fiesta Rally2                                                | Ungheria        |
| 2024 | Philip Geipel          | Katrin Becker         | Škoda Fabia Rally2 evo Toyota GR Yaris Rally2                     | Germania        |

## Mitropa Rally Historic Cup
Dal 2005 viene istituita la Mitropa Rally Historic Cup, riservata alle vetture da rally storiche.
Le gare valide sono le stesse della serie moderna. Il pilota di maggior successo è l'italiano Rino Muradore che ha vinto la serie 4 volte.

## Vincitori MRC Historic[2]
| Anno | Pilota             | Navigatore            | Auto                                    |
| ---- | ------------------ | --------------------- | --------------------------------------- |
| 2005 | Sepp Gruber        | Günter Hain           | Porsche 911                             |
| 2006 | Rino Muradore      | Sonia Borghese        | Ford Escort BDA                         |
| 2007 | Rino Muradore      |                       | Ford Escort BDA                         |
| 2008 | Aleš Jirátko       |                       | BMW 2002 TI                             |
| 2009 | Gerhard Openauer   |                       | Ford Escort RS 2000                     |
| 2010 | Aleš Jirátko       |                       | BMW 2002 TI                             |
| 2011 | Aleš Jirátko       |                       | BMW 2002 TI                             |
| 2012 | Hans-Peter Wieger  |                       | Ford Escort 1600                        |
| 2013 | Paolo Pasutti      | Jean Campeis          | Porsche 911                             |
| 2014 | Paolo Pasutti      | Jean Campeis          | Porsche 911                             |
| 2015 | Paolo Pasutti      | Jean Campeis          | Porsche 911                             |
| 2016 | Gerhard Openauer   | Horst Nadles          | Ford Escort RS 2000                     |
| 2017 | Burghard Brink     | Lothar Bökamp         | Lancia Delta Integrale                  |
| 2018 | Alfons Nothdurfter | Matthias Weber        | Ford Sierra Cosworth                    |
| 2019 | Merencsics Árpád   | Laboncz László        | Suzuki Swift Gti                        |
| 2020 | Annullata          |                       |                                         |
| 2021 | Rino Muradore      | Lilla Paukovics       | Ford Escort RS 1800/Lada VAZ 21011      |
| 2022 | Rino Muradore      | Alessio Sichi         | Ford Escort RS 1800/Peugeot 205 GTI 1.6 |
| 2023 | Paolo Lulli        | Attila "Unicum" Béres | Peugeot 205 GTI 1.6/Škoda Favorit       |
| 2024 | Patrik Hochegger   | Julia Hochegger       | Opel Kadett GT/E                        |